# Вервен, Рогер
Тронн Рогер Вервен (норв. Roger Hverven; род. 15 марта 1944, Осло) — норвежский гандболист, полевой игрок. Участник летних Олимпийских игр 1972 года.

## Биография
Рогер Вервен родился 15 марта 1944 года в норвежском городе Осло.
В 1960—1970-е годы играл в гандбол за «Волеренгу» и «Оппсал» из Осло.
В 1972 году вошёл в состав сборной Норвегии по гандболу на летних Олимпийских играх в Мюнхене, занявшей 9-е место. Играл в поле, провёл 4 матча, забросил 7 мячей (3 в ворота сборной Японии, по 2 — Испании и Польше).
В 1964—1973 годах провёл за сборную Норвегии 52 матча, забросил 56 мячей.
Кроме того, играл в футбол за «Волеренгу».